# Lernanthropus callionymicola
Lernanthropus callionymicola is een eenoogkreeftjessoort uit de familie van de Lernanthropidae. De wetenschappelijke naam van de soort is voor het eerst geldig gepubliceerd in 2012 door El-Rashidy & Boxshall.